# Мурали Києва
Ки́ївські мура́ли, або стіно́писи, — настінні розписи на архітектурній площині будівель у Києві, створені українськими та іноземними художниками-муралістами.
Упродовж 2008—2022 років у місті з'явилось понад 170 муралів. Над ними працювали художники з України, Австралії, Аргентини, Бельгії, Бразилії, Великої Британії, Ізраїля, Іспанії, Канади, Німеччини, Польщі, Португалії, Пуерто-Рико, США, Франції та інших країн.

## Еволюція вуличного мистецтва

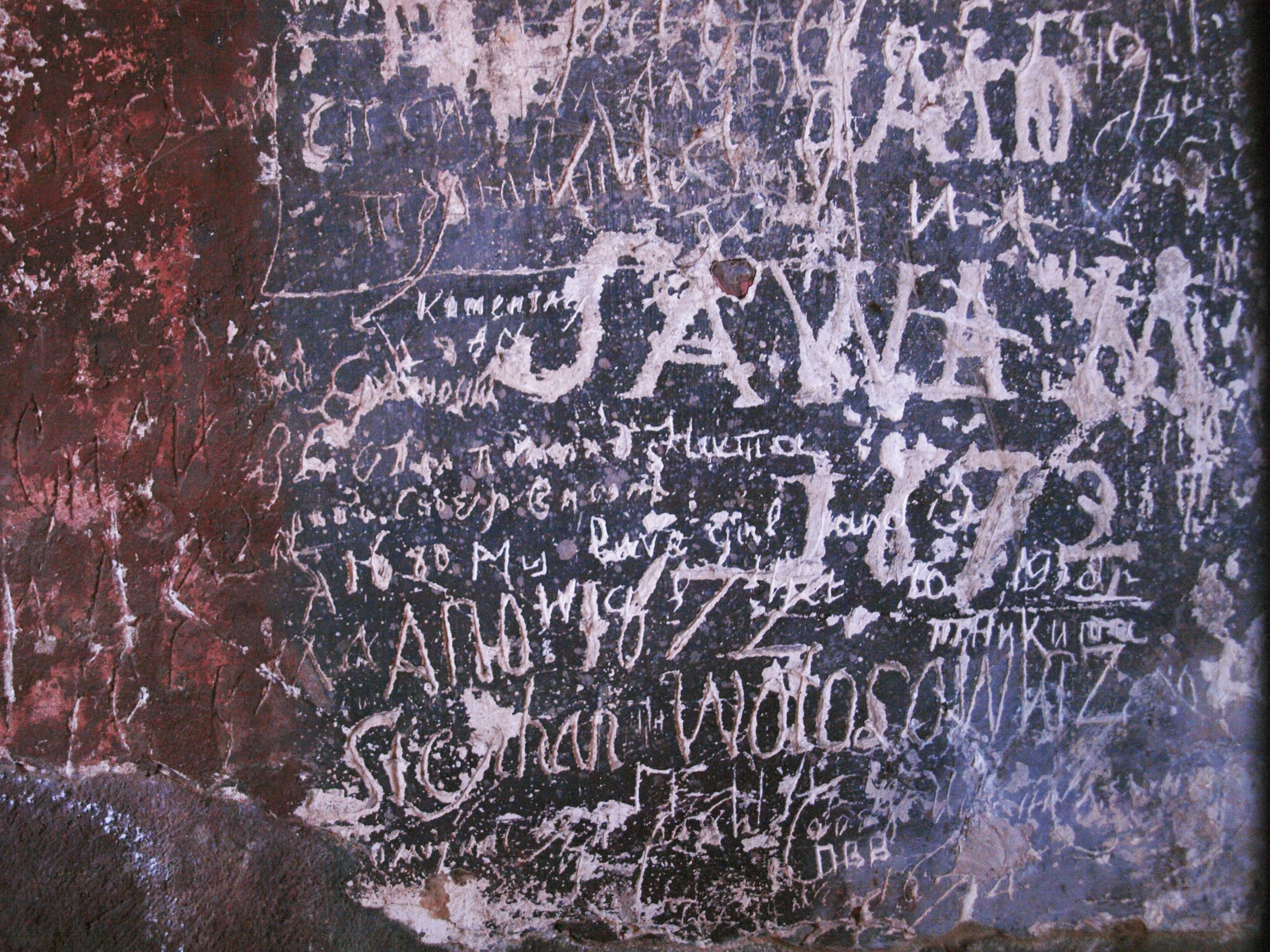
Графіті, видряпані різними мовами на стінах церкви Спаса на Берестові

Стрит-арт містить кілька мистецьких напрямків, зокрема нелегальні графіті й санкціоновані мурали.
Графіті зустрічаються вже у первісних культурах. Вони були поширені у Стародавньому Римі, середньовічних містах. Їх виявлено практично на всіх кам'яницях давньоруських міст. Добре відомі графіті Софійського собору Києва. Стародавні написи й малюнки є на мурах церкви Спаса на Берестові.
Сучасні графіті зародились у 1960-х роках в США. Жан Бодріяр визначив, що поява і масове поширення графіті стало результатом бунтарського руху в умовах перетворення міст на суцільне гетто знаково-кодових систем. Однак самі райтери заперечують зв'язок між теґами (надписами на стіні) і протестами. Графіті-райтинг — підліткова субкультура написання власних прізвиськ (ніків) або назв графіті-команд. У 1970-х — 1980-х роках стрит-арт пережив трансформацію. Графіті відтоді визнають не тільки частиною молодіжної субкультури, а справжнім мистецтвом. Вуличні художники Жан-Мішель Баскія, Кіт Гарінґ та інші стають відомими. Окремі твори цих художників оцінюють в мільйони доларів. Значний вплив на формування сучасного вуличного мистецтва у світі мали нью-йоркські графіті.
У 1990-х роках стрит-арт з'явився в Україні. На вулицях Києва поширена здебільшого постнью-йоркська каліграфія. Вуличні художники малюють у найпомітніших місцях, а також на вагонах метро, старих автомобілях, мостах. Складніші малюнки лишають у покинутих будівлях, на бетонних парканах уздовж залізничної лінії.
У цілому графіті молодіжних субкультур поділяються на різні види: фанівські, музичні, контркультурні, політичні тощо.
У вересні 2020 року ресурс «Bombing Science» оприлюднив результати дослідження популярності вуличного мистецтва у світі. До 99 найкращих для графіті міст увійшов Київ, який у 2017 році посів 50 місце.
Графіті — незаконні надписи, за які передбачені штрафи. Переважна більшість настінних надписів наповнює міський простір візуальним шумом. Однак впродовж 2000-х — 2010-х років у Києві почали проводити офіційні фестивалі урбаністичного мистецтва. На будинках з'явились десятки муралів, які, на відміну від графіті, санкціоновані місцевою владою.

Графіті на київських вулицях
Сестри Фельдман. Із серії «Карти Таро»
Графіті на Контрактовій площі
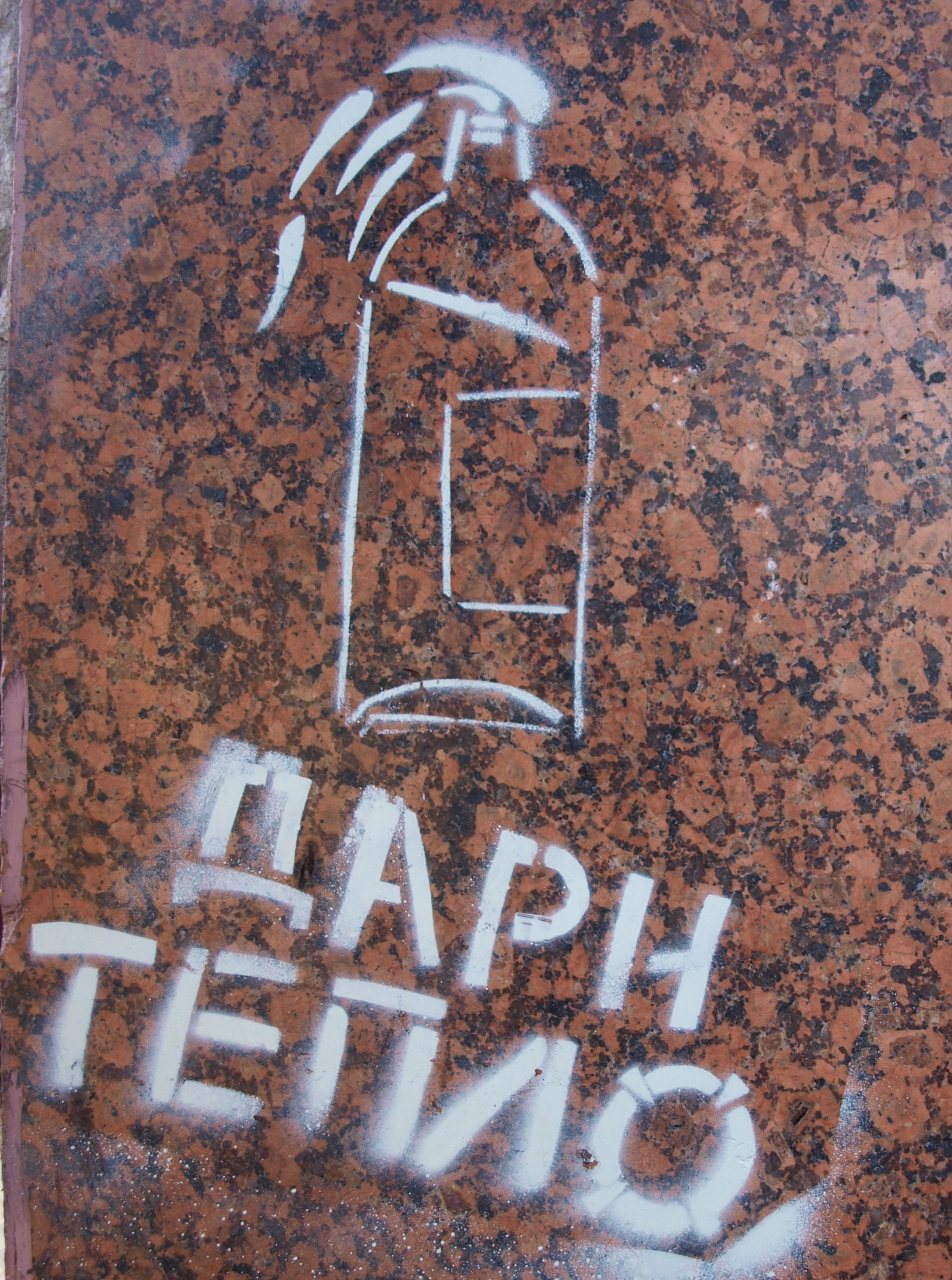
Графіті часів Євромайдану

## Урбаністичне мистецтво у 2000—2013 роках

### Муралізм із графіті-корінням
Найпомітнішими українськими графіті-райтерами (художниками) у 2000-х роках стали Аес (Олексій Бордусов) і Waone (Володимир Манжос), які у 2001—2016 роках працювали разом. Обидва з 1999 року займались класичним стайл-райтингом (на графіті-жаргоні — застосування індивідуального набору шрифтів і певних стильових елементів, які формують власний стиль райтера). 2004 року перейшли до малювання персонажів. За зізнанням художників, їм «цікаво було малювати казкових персонажів. Не ілюстрації до казок, а вигаданих… персонажів, в такому казково-параноїдальному стилі». Тоді ж Аек запропонував назвати дует «Інтересними казками» («Interesni Kazki»). На їхню творчість вплинули графіті вуличних художників Ос Жемеос (порт. Os Gêmeos), Нунки (Nunca), Ніни (Nina), Зезана (Zezão), Вітче (Vitche), Сіро (Ciro) та інших. Найпершою значною роботою вважають розписи на бетонній стіні уздовж річки Либідь. 2008 року мури парканів, технічних споруд розквітнули малюнками, в яких уже впізнавався стиль «Інтересних казок». У ньому художники поєднали мотиви української народної творчості, сюрреалізму і символізму. Деякі стінописи, частково пошкоджені, збереглись, як, наприклад, на Левандовській вулиці, 10, і Шота Руставелі, 24 («Мавпа з барабаном»).
У 2010—2012 роках творчість учасників «Інтересних казок» набула широкої популярності за межами України. Художників запрошували розписувати фасади і брати участь в персональних і групових виставках у США, Мексиці, Іспанії, Італії, Португалії, Нідерландах, Індії, Словаччині та Росії. 2014 року міжнародне видання «The Huffington Post» внесло мурал «Інтересних Казок» в Балтиморі до переліку 25-ти найцікавіших проєктів вуличного мистецтва у світі.

Творчість «Інтересних казок» 2008 року
«Мавпа з барабаном» на Шота Руставелі, 24
Мурал на Левандовській вулиці, 10

#### Мавпа з барабаном
У 2008 році у провулку між площею Українських Героїв і вулицею Шота Руставелі на стіні напівзанедбаної технічної споруди з'явився стрит-арт «Мавпа з барабаном». На ній зображений чоловік у капелюсі, над яким літає скринька з крилами. У кишені його плаща видно газету з прогнозом погоди. Однією рукою тримає чашку, в якій вирує буря, і плаває вітрильник. Іншою рукою дає потиличника мавпі. Тварина у червоних чобітках і зелено-блакитному вбранні сидить на стільці і грає на барабані. Мавпа обговорює когось, хто зображений у вигляді голови. Слова набули форму чорної бульбашки, що виходить з її рота. Частина тиньку обвалилась. Значна площа малюнку сильно пошкоджена.
На деяких ресурсах пояснюють, що цей стрит-арт став першим легальним твором «Інтересних Казок» для рекламного агентства Лео Бернетта, присвяченим переможцям Міжнародного фестивалю реклами «Канські леви». Куратор виставки вуличного мистецтва Рафаель Шактер відгукнувся про творчість «Інтересних казок», як про зіткнення повсякденної реальності з уявним і духовним світом. Володимир Манжос, один із художників дуету, не воліє розтлумачувати свої твори і дозволяє глядачам самим інтерпретувати зміст муралів. На створення картин його надихають досконалі форми природи, фольклор народів світу, етнічні орнаменти, середньовічні гравюри, твори Ієроніма Босха, Альбрехта Дюрера, Рене Магрітта та інших.

### Фестиваль «Muralissimo»
2009 року в галереї «Лавра» відбувся фестиваль урбаністичного мистецтва «I love Kyiv». У ньому взяли участь графітери з Донецька, Луганська, Харкова і Берліна. Їм віддали стіни галереї, які перетворили на єдиний артоб'єкт.
Наступного року галерея у співпраці з Київською міською державною адміністрацією і за підтримки Французького культурного центру і Посольства Німеччини в Україні провели фестиваль «Muralissimo». Головною його метою була популяризація вуличного мистецтва. Водночас організатори прагнули до початку проведення Чемпіонату Європи з футболу «Євро 2012» створити на сірих стінах міських будинків яскраві й позитивні мурали, які б мали «кардинально змінити зовнішній вигляд столиці і приємно здивувати гостей» столиці. Кураторами фестивалю стали вуличні художники Kiot (Олександр Павлов) і Lodek (Володимир Воротньов). На їхнє запрошення до Києва приїхали українські та іноземні стрит-арт художники.
Міська влада у рамках цієї співпраці попросила розписати переходи станцій швидкісного трамвая. Водночас перший стінопис зробили дует «Інтересні казки» і Lodek (Володимир Воротньов) на території галереї. Французький художник 2Shy створив «Оптичні ілюзії» на Гоголівській вулиці, 32-А. Інший француз Remed (Гійом Альба) працював на Золотоустівській, 20, над композицією «Жінка на човні», на яку надихнули монументальні пам'ятники «Кий, Щек, Хорив та їхня сестра Либідь» і «Батьківщина-Мати». Мурал не зберігся, оскільки його повністю закрив сусідній новобуд. 2015 року цей художник у властивому йому стилі створив також мурал «Спритна людина» на Обсерваторній вулиці, 3-А. Ще один мурал «Інтересних казок» і «ZonenKinder» розмістили на Київській міській дитячій клінічній інфекційній лікарні, що на Дегтярівській, 23.

Стрит-арт у галереї «Лавра»
Aec (Олексій Бордусов)
Waone (Володимир Манжос)
Графіті в галереї

#### Оптичні ілюзії

2Shy. «Оптичні ілюзії» на Гоголівській, 32

2010 року в рамках фестивалю «Muralissimo» для муралу обрали кам'яницю на Гоголівській, 32-А. Розписати запропонували художнику Олів'є 2Shy. Про його твори пишуть, як про «яскравий, барвистий і спонтанний Всесвіт. Його візуальна мова наївна, але водночас непокірна». 2Shy поєднує зухвалі кольори, елементи поп-культури, коміксів і комп'ютерних ігор з оптичним мистецтвом. Мурал «Оптичні ілюзії» («Лабіринт») на будинку № 32-А — це 3D-лабіринт зі сходами, по яких пересуваються чудернацькі істоти. У верхньому лівому кутку художник поставив підпис «2Shy», оплетений павутинням. Над стінописом Олів'є працював з 25 до 28 жовтня 2010 року.

#### «Сновидіння»

Володимир Манжос й Олексій Бордусов. «Сновидіння» на вулиці Вадима Гетьмана, 30

2011 року пройшов другий фестиваль «Muralissimo». У ньому знову взяли участь художники Володимир Манжос (Waone) й Олексій Бордусов (Аес). Команда «Інтересних казок» 29 квітня представила роботу «Сновидіння». Будинок зі стінописом розташований на розі вулиць Вадима Гетьмана (№ 30) і Борщагівської, поруч з Індустріальним мостом. Мурал добре видно на пожвавленій ділянці міста.
Художники у властивому їм стилі зобразили сюрреалістичний світ сновидінь. До нього в лівому верхньому кутку потрапляє людина з ліхтариком. Двері їй відчинила однонога істота з ключем. Справа навпочіпки сидить жінка, у якої замість голови циліндричний акваріум-океан із рибами. Ляда в середину циліндра відчинена і туди по драбині влазить чоловік. Зверху — однощогловий вітрильник. Від нього по провислому мосту ідуть люди. Ліворуч зображена велетенська жовта голова, образ сучасної цивілізації з атомними станціями, нафтовими вишками, заводами, будівлями. Однак цивілізація не стоїть міцно. Вона тане і поступово стікає у каналізацію.

#### Мурал на Олеся Гончара, 9

Zbiok. Мурал на Олеся Гончара, 9

2011 року на фестиваль «Muralissimo» запросили польського художника Славомира Чайковського з Вроцлава, який працює під ніком Zbiok. Він — випускник художнього відділення Зеленогурського університету. На фестивалі його представили як найцікавішого серед міжнародної спільноти вуличного художника. Zbiok творив у Великій Британії, Іспанії, Німеччині, Чехії, Росії, США. У 2009 році став лауреатом Ґран-прі в IX конкурсі імені Гепперт для живописців-початківців. Міністр культури і національної спадщини Польщі призначив Чайковському стипендію.
На творчість Славомира вплинули художники початку XX століття і нью-йоркські графітери 1980-х років. Польський мураліст у своїх творах робить акцент на пошуку власної ідентичності. У його малюнках переплітаються реалістичні зображення з ілюзорними образами. Водночас у Києві, як стверджує художник, дуже багато муралів, які схожі на яскраву рекламу в гіпермаркеті. Такий стінопис подібний до простої ілюстрації, яка ігнорує проблему утворення публічного міського простору. Вони розраховані лише на візуальний ефект і не мають глибоких сенсів.
Мурал на Олеся Гончара намальований на чотириповерховому будинку. За словами кураторів фестивалю, у сплетених постатях проявляються проблеми домінування і складних ієрархічних відносин. Фігури і композиція в цілому відсилають до творчості Фернана Леже і Пабло Пікассо.

#### «Кохання»
У жовтні 2011 року французький художник 3ttman (Луї Ламбер) розцвітив муралом «Кохання» п'ятиповерховий будинок на вулиці Митрополита Василя Липківського, 16. Зображення схоже на яскраву арену цирку, на якому зіткнулись люди і фантастичні тварини різної статі. Однак у верхній частині картини зароджується кохання у вигляді квітки. Вона притягує дівчину і хлопця, які намальовані за мить до поцілунку.
Луї Ламбер розтлумачив свою картину, як алегорію кохання і дружби, а також людства в цілому. Люди постійно ведуть безглузді війни. Але водночас вони допомагають один одному підвестися і тоді вони здатні досягти мир між народами. Перед приїздом художник мав вже ескіз, але в Києві познайомився із живописом Марії Приймаченко. Він надихнувся її образами. І, за його словами, «відбулась зустріч різних культур». Однак у своєму малюнку він прибрав трагізм, який притаманний творам відомої українки. Стрит-артер повідомив, що він зазвичай використовує яскраві фарби, щоб подарувати людям радість.

## Стінописи 2014—2015 років
Події 2014 року в останні дні й після Революції Гідності — розстріл Небесної Сотні, російська вторгнення в Крим, Російсько-українська війна — стали глибоким потрясінням для українського суспільства. Водночас вони спричинили сплеск патріотичних почуттів українців. Люди намагались висловити свої емоції простими засобами. Упродовж усього 2014 року графіті доповнили зображеннями кольорів національного прапора. Фарбування парканів і мостів у синьо-жовті барви набуло поширення у багатьох регіонах країни. На думку польського художника Славомира Чайковського (Zbiok), в акціях перефарбування проявилося прагнення спільноти відірватись від радянського минулого і через власну самоідентифікацію об'єднатись у спільній дії.
Молоді протестувальники у місцях протистояння із силовиками також наносили графіті («Ікони Революції»). Художники не залишились осторонь і спробували підтримати протестні настрої своїми творами. Упродовж 2014—2015 років вуличні митці отримали найширшу підтримку з боку міської влади.

#### Ікони революції
«Ікони Революції» — найвідоміші графіті Революції Гідності. Створені на фасаді будинку на вулиці Михайла Грушевського, 4, під час акцій протесту.
Художник під псевдонімом #Sociopath у ніч проти 10 лютого 2014 року аерозольними фарбами за допомогою підготовленого трафарету наніс на стіну триптих. Композиція складається з портретів культових українських діячів, зображених у вигляді учасників Революції Гідності, і цитат з їхніх творів: «Вогонь запеклих не пече» (Тарас Шевченко), «Хто визволиться сам, той буде вільний» (Леся Українка), «Наше все життя — війна» (Іван Франко).
Наказом Міністерства культури України від 15 жовтня 2014 року № 869 графіті надано статус пам'ятки історії «на місці бойових дій та масової загибелі громадян в районі вулиці Грушевського у Києві під час акцій протесту у лютому 2014 року». Артоб'єкт є частиною експозиції Музею Майдану.
2 вересня 2017 року графіті було стерто. Ця справа набула розголосу і 14 жовтня триптих відновили.

#### Мурал у сквері Небесної Сотні

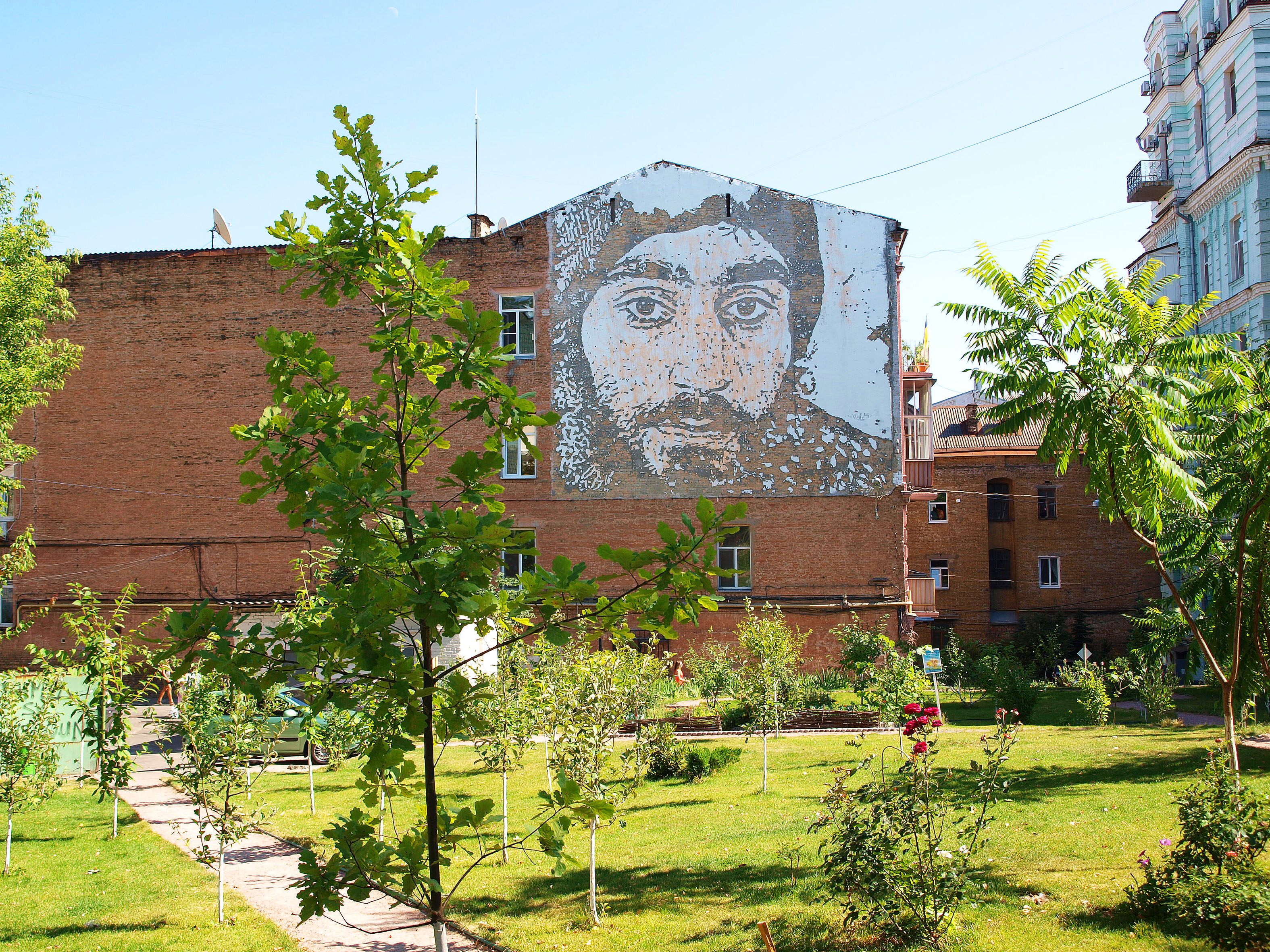
Сквер Небесної Сотні

Представники громадського об'єднання «Місто Сад» запропонували у сквері Небесної Сотні зробити мурал-арт, присвячений загиблим майданівцям. На прохання засновниці скверу Євгенії Кулеби фахівець зі стрит-арту Олег Соснов запросив португальського художника Алешандре Фарту (Vhils).
Вуличний художник за допомогою техніки сграфіто зробив на стіні будинку зображення майданівця Сергія Нігояна площею у 100 квадратних метрів. Фарту пояснив, що центральним елементом композиції є очі Нігояна, які є «очима всієї Небесної Сотні».
2016 року на європейському урбаністичному конкурсі в Барселоні Сквер Небесної Сотні, в якому акцентом виступає мурал, відзначили нагородою «Особлива згадка».

#### Відродження

Жульєн Маллан й Олексій Кислов. «Відродження» (2014)

2014 року з'явились перші мурали, які дали поштовх для розвитку вуличного мистецтва в Києві. Місцева влада почала сприяти організаторам в проведенні в Києві масштабних артфестивалів. Мурали створювали в рамках міжнародних проєктів, як-от фестиваль «Французька весна». Його щовесни організовують французьке посольство, Французький інститут в Україні й Альянс Франсез. Метою фестивалю є ознайомлення із французькою культурою і реалізація різних спільних проєктів культурного обміну.
Одна із програм Французького інституту проводиться під егідою ЮНІСЕФ. У її рамках планувалось розписати стіни двох дитячих будинків у Севастополі. Для цього запросили художника Жульєна Маллана, відомого під ніком Seth. Він уже відвідував Україну 2011 року, коли знімав документальний фільм про вуличне мистецтво. Жульєну мав допомагати севастополець Олексій Кислов. Однак з початком Російсько-української війни плани змінились. Вирішили створити мурал у Києві. Для нього куратор культурних програм Французького інституту Олег Соснов обрав будинок на вулиці Боричів Тік, 33/6-А, що на розі з Андріївським узвозом. 14 квітня 2014 року художники презентували стінопис «Відродження».

#### Диптих «Святий Юрій» і «Час змін»
Одним з ініціаторів створення нового муралу-диптиха був координатор проєктів Французького інституту в Україні Олег Соснов. Він запросив вуличних художників Олексія Бордусова (Аес) і Володимира Манжоса (Waone) з «Інтересних Казок». На той момент дует офіційно ще не розпався, але вони працювали як окремі митці лише під одним брендом. Бордусов взявся за «Святого Юрія» на Великій Житомирській,38, а Манжос — за «Час змін» на Стрілецькій, 6.
За словами Володимира Манжоса, він дуже довго працював над стінописом — 45 днів. Був тиск з боку громадськості. І хоча художник витратив на нього власні 5 тисяч доларів, активісти вважали, що витрачаються бюджетні кошти і піддавали критиці проєкт. 15 жовтня 2014 року киянам уже представили мурал «Святий Юрій». Митці виконали роботу під впливом тогочасних подій, зокрема анексії Криму й війни на Донбасі.

#### Єдність

Жульєн Маллан. «Єдність»

2014 року мураліст Seth (Жульєн Маллан) створив ще один стрит-арт. На електрощитовій, що на Ольгинській вулиці, 3, він намалював графіті «Єдність». Малюнок складається з двох фігур у синьо-жовтому вбранні, які притулились одна до одної спинами і нерозривно зчепились руками. Їхня міцність підтримується мотузкою у формі тризубу. Герб є також на ланцюжку, який тримають постаті.
На створення графіті художника надихнули прояви солідарності протестувальників під час Революції Гідності. Візуальну картинку, яку транслювали ЗМІ, створювала велика кількість національних прапорів і символіки на Майдані Незалежності і прилеглих вулицях. Окрім того, сторонні спостерігачі звертали увагу на те, що майданівці під час протестів загортались у прапори, ніби вони могли захистити їх, як бронежилети.

## Видатні діячі та історичні події
Упродовж 2015—2020 років створили низку муралів, присвячених видатним українським діячам і важливим подіям. Два з них стосуються Лесі Українки та її творчості.
З нагоди 100-річчя Української революції з'явилась галерея портретів видатних українців, які зіграли надзвичайно важливу роль у становленні державних утворень: Української Народної Республіки, Української Держави, Західноукраїнської Народної Республіки. Над ними працював харків'янин Андрій Пальваль зі своєю командою «Kailas-V».

#### Леся Українка
14 липня 2015 року художник з Австралії Гвідо ван Гелтен завершив мурал «Конвалія» на Стрілецькій вулиці, 28. Коли стрит-артер дізнався про Лесю Українку, за його словами, «сильну жінку і сильну особистість», то вирішив, що як не вона, то більш ніхто не вартий бути зображений. Гвідо працював також під враженням її вірша «Конвалія». Саме ця квітка намальована разом із дівчиною у вишиванці.
У листопаді 2017 року на Великій Васильківській, 39, на місці мурала-реклами київського банка, з'явився новий стінопис. Художник із Коста-Рики Mata Ruda (Карл Міллер Еспіноза), який взяв участь у проєкті «Art United Us», намалював профіль Лесі Українки з квіткою всередині. Це — відсилання до вірша поетеси «Contra spem spero!» («Без надії сподіваюсь»):
| Я на вбогім сумнім перелозі Буду сіять барвисті квітки, Буду сіять квітки на морозі, Буду лить на них сльози гіркі. І від сліз тих гарячих розтане Та кора льодовая, міцна, Може, квіти зійдуть — і настане Ще й для мене весела весна[54]. |

#### Михайло Грушевський

Герої Крут

Першим із серії, присвяченій добі Української революції (1917—1921), став портрет Михайла Грушевського. Місцева влада надала для нього будинок № 75 на вулиці Січових Стрільців, на стіні якого був мурал-реклама будівельної компанії. Над портретом площею 160 квадратних метрів художники працювали майже тиждень, використавши понад 150 аерозолів. Публіці його представили 22 листопада 2015 року з нагоди 150-річчя видатного українського історика, політичного і громадського діяча.

#### Гетьман Павло Скоропадський
14 грудня 2015 року завершили портрет гетьмана Павла Скоропадського. Для муралу обрали будинок № 12 на розі Старовокзальної та Жилянської вулиць, неподалік від центрального вокзалу, де за майже століття до того розгортались бурхливі події.

#### Симон Петлюра
22 травня 2019 року на вулиці Братів Зерових, 14/18 відкрили мурал, який присвятили Головному отаманові військ УНР і Голові Директорії УНР Симонові Петлюрі з нагоди його 140-річчного ювілею. Художник Андрій Пальваль завершив мурал площею в 150 квадратних метрів за п'ять днів, використавши понад 370 аерозолів з фарбою. Він відтворив портрет Петлюри, зроблений художником Артуром Орленовим.

#### Петро Франко
24 серпня 2020 року на вулиці Авіаконструктора Антонова, 7, з'явився портрет Петра Франка, військового льотчика, старшини Легіону Українських січових стрільців, командира першого Летунського відділу Української галицької армії, сина українського письменника Івана Франка. У нижньому лівому кутку малюнка вміщені текст з анотацією і QR-код з відсиланням на життєпис Петра Франка. Портрет намалював Михайло Дяченко, а відтворив його на муралі Андрій Пальваль

#### «Герої Крут»
У грудні 2018 року серію робіт, підготовлених до сотої річниці боротьби українського народу за свою незалежність, доповнили муралом «Герої Крут» на Великій Васильківській, 111/113, біля палацу мистецтв «Україна». Його створили у пам'ять про героїв бою під Крутами. Ініціаторами виступили творці стрічки «Крути 1918», Київська міська державна адміністрація, Печерська райдержадміністрація, громадська організація «I live Ukraine», проєкт «Київські мурали», за фінансової підтримки ТОВ «Полісан». Роботу виконав художник Андрій Пальваль із творчої групи «Kailas-V»

Історичні портрети
Михайло Грушевський
Павло Скоропадський
Симон Петлюра
Петро Франко

## Розвиток стрит-арту в 2015—2018 роках
Сплеск популярності муралів у Києві припадає на 2014—2016 роки. У цей час у місті реалізували кілька масштабних артпроєктів: «City Art», «Mural Social Club», «Dynamic Urban Culture Kyiv», «Art United Us».
У столицю прибули художники Себас Веласко, Liqen, Ернесто Мараньє, RekaOne, Smates (Барт Смітс), Рікі Лі Гордон, Еммануель Джарус, Франко Фасолі. Своє оригінальне світосприйняття відобразили на київських мурах іноземні художники Ана Марієтта з Пуерто-Рико («El Abrazo del Sosiego» на Олександра Кониського, 2), Кенор Мартінез Ванберген з Іспанії (абстракція на Берестейському проспекті, 114/2), Гвідо ван Гелтен з Австралії (українка на бульварі Лесі Українки, 36-А), Ернесто Мараньє із США («Павич», на проспекті Бажана, 5-Е), бельгійський художник ROA («Кролик, пацюк і сурикат» на вулиці Олеся Гончара, 32-А), італійський художник з ніком 2501 (найвищий мурал в Європі «Воля» на проспекті Червоної Калини, 1-В).

Мурали 2015 — 2016
Okuda. «The World-Love is Ours» (фрагмент) на Вернадського, 87
Олександр Брітцев. «Вісник життя» на Рейтарській, 9
Alex Maksiov. Мурал «Свобода» на вулиці Івана Франка, 12
Рустам К'юбік. «Лабіринт» на Дмитрівській, 62/20

### Екологічні мурали
У Києві в постчорнобильську добу особливо нагально стоять екологічні проблеми. 2014 року на Олександра Кониського створили стрит-арт «Вітряки», що закликав до переходу до альтернативних джерел енергії. 2015 року з'явився мурал «Переправа» на Волоській вулиці, згодом «Зміна клімату» на вулиці Гусовського та інші.

#### «Переправа»
У столиці працював австралійський вуличний художник Фінтан Магі. За власним зізнанням, його твори основані на соціальному реалізмові. Магі через мистецтво прагне донести свої політичні (соціалістичні) та соціальні погляди. Його масштабні мурали глибоко інтегровані в міське середовище. У них досліджуються теми довкілля, глобальних кліматичних змін, споживання, промислових відходів, розмаїття культур, міграції.
Більшість муралів Фінтана Магі випромінюють сентиментальність. На стиль художника вплинули ілюстрації дитячих книжок і попсюрреалізм (лоуброу-арт).
Засоби масової інформації називають Фінтана Магі «австралійським Бенксі», хоча самого мураліста це обурює.
В Україну художника запросили активісти проєкту «Самосад». У червні 2015 року Фінтан Магі на стіні будівлі Державної санітарно-епідеміологічної служби, що на Волоській, 19/22, створив мурал «Переправа». На ньому зображений чоловік у вишиванці й олень, які разом долають море.

Мурал «Вимирущий кашалот»

Стінний розпис присвячений темі охорони довкілля. Водночас мурал мав привернути увагу громадськості до подільського проєкту «Самосад». Активісти ведуть боротьбу за створення скверу на пустирі на Спаській, 15, який здали в оренду Росії у 1998 році на 49 років за символічну плату в одну гривню на рік.
Окрім цього стрит-арту Фінтан Магі в Києві створив також мурали «Гімнастка» (зображення Ганни Різатдінової) на Стрілецькій вулиці, 12 (2015), «Зміна клімату» на вулиці Гусовського (2016), 10/8 і «Провидець» на вулиці Закревського, 1/2 (2016).

#### «Вимирущий кашалот»
2017 року до Києва приїхали швейцарські вуличні художники Крістіан Ребеккі й Пабло Тоні з творчої команди «Nevercrew». Концепція творів «Nevercrew» пов'язана з екологічними та соціальними проблемами, а в більш широкому сенсі — з умовами людського існування і ставленням людства до довкілля.
На вулиці Саксаганського, 147/5 художники зобразили величезного кита (за їхньою версією — кашалота) у вигляді пробитої повітряної кульки, яка поступово здувається. Це нагадування про те, що наслідками необачних людських дій можуть стати екологічні катастрофи. За версією мережевого часопису вуличного мистецтва «I Support Street Art», мурал «Вимирущий кашалот» визнаний найкращим у 2017 році.

### Артпроєкт «City Art»
2015 року запустили проєкт «City Art», ініціатором якого був Гео Лерос. Одним із найпріоритетніших завдань організатори визначили створення у центрі міста артрайону, в якому планувалось представити мурали провідних вуличних художників світу. Цю ідею підтримали в КМДА. А Лероса призначили позаштатним радником київського мера з питань культури. У рамках проєктів «City Art» й «Art United Us» в Україні створили 70 муралів. До Києва запросили кілька зіркових стрит-артерів. У цілому на київських стінах працювали Гвідо ван Гелтен, Фінтан Магі, Нунка (Франциско Родріго да Сільва), JAZ (Франко Фасолі), Ариз, Олександр Гребенюк, Kailas V, Олександр Брітцев, Тарас Арм (Тарас Довгалюк), M-City (Маріуш Варас).

Nunca. Мурал із козаком (Спаська, 6-А)
M-City. «Карусель» (Стрілецька, 20)
Ариз. Мурал на Великій Житомирській, 6

#### «Selfmademan» («Письменник за роботою»)

Олександр Гребенюк. «Selfmademan» на Олеся Гончара, 24-А

19 жовтня 2015 року в рамках проєкту «City Art» завершили розпис будинку на вулиці Олеся Гончара, 24-А. Роботу виконав Олександр Гребенюк із творчого гурту «Добрі люди».
Мурал представили з назвою «Selfmademan», тобто «Людина, яка досягла всього сама». Художник присвятив твір журналістам, чиєю професією він захоплюється. Їхня робота складна і часто небезпечна.
Олександр Гребенюк намалював людину, яка друкує на старій друкарській машинці. Вона так захопилась своїми ідеями і занурилась у працю, що просто розчинилась серед аркушів паперу, які вилітають з машинки.
Водночас зображений на муралі процес творення тексту радше підходить до праці літератора, аніж журналіста. Тому кияни називають мурал «Письменник за роботою».

#### Українсько-бразильський козак
Бразильський художник Франциско Родріго да Сільва, відомий як стрит-артер Нунка (порт. Nunca, тобто Ніколи) взявся розписати будинок № 6-А на Спаській вулиці.
У своєму творі художник прагнув об'єднати українську і бразильську культури. Він зобразив українського козака. Його обличчя розмальовують темношкірі руки, які символізують представників корінних народів Бразилії.

### Проєкт «Dynamic Urban Culture Kyiv»

Мурали у Святошинському районі
Alex Maksiov. «Стриж» на Булаховського, 40
Кенор. Абстракції. Берестейський проспект, 114/2
Окуда. Бульвар Академіка Вернадського, 87
Pantonio. Берестейський проспект, 95
О.Корбан. «Скрипалька», Махова, 4-Б

2015 року Святошинська районна держадміністрація ініціювала програму міського розвитку «Dynamic Urban Culture Kyiv». У рамках її артініціатив запросили стрит-артерів оформити кілька панельних багатоповерхових будинків. З-поміж інших на Святошині працювали португальський художник Pantonio (Берестейський проспект, 95), іспанський художник Kenor (Берестейський проспект, 114/2), Okuda, він же Оскар Сан Міґель Енріке («The World-Love is Ours» на бульварі Академіка Вернадського, 87), український художник Алекс Максіов («Стриж» на Академіка Булаховського, 40), українська команда «Up Town» (Берестейський проспект, 73/1), Олександр Корбан (Академіка Туполєва, 3 і 7-Б), Taras Arm (Синьоозерна, 2-А), В'ячеслав Шум й Анастасія Меркулова (Клавдіївська, 22 й Академіка Туполєва, 13-А).

#### Фантастичні ластівки і зайці
У серпні 2015 року безкоштовно розписати шістнадцятиповерхову будівлю на Берестейському проспекті, 95 зголосився португальський художник Pantonio (Антоніо Коррейя) з Азорських островів. 2014 року в Парижі він створив мурал «Смерч із риб» на стіні заввишки 66 метрів, найбільший на той час розпис в Європі. Його твори відрізняють динамізм і сині із чорним відтінки. На Святошині художник у притаманному йому стилі представив світ, наповнений неймовірними тваринами — фантастичними ластівками і зайцями.
2016 року художник знову прибув до Києва. Цього разу його птахи переплелись у шаленому русі на п'ятиповерховому будинку, що на Чоколівському бульварі, 1.

#### «Абстрактно-геометричний звук»
У вересні 2015 року неподалік від гігантських ластівок на шістнадцятиповерховому житловому будинку № 114/2, що на розі Берестейського проспекту і бульвару Академіка Вернадського, з'явився новий мурал. Організатори заявили, що жодні перешкоди не завадили завершити роботу і, зрештою, перетворити Святошин на артгалерею просто неба.
Над композицією працював іспанський художник Kenor (Кенор Мартінез Ванберген) з Барселони, автор багатьох абстрактних муралів у Данії, Німеччині, Польщі, Франції. У 1990-х роках Кенор став одним із піонерів нової хвилі «абстрактних графіті». Його називають мультидисциплінарним художником, оскільки він є і муралістом, і скульптором. Митець прагне наповнити сірий міський пейзаж яскравими абстрактними формами. У його творах відчувається техно-ритм. Сам стрит-артер називає свою техніку «абстрактно-геометричним звуком». Його абстракції — це своєрідна візуальна інтерпретація музики, а точніше — детройт-техно, яка, за словами Кенора, мотивує на творчі дії. Його динамічні миготливі композиції вирізняються насамперед виразним кольором та електризованими променями світла.
Про мурал на Святошині Кенор заявив, що цьому сірому постіндустріальному району потрібні кольори і мистецтво. І його робота була подарунком місцевим мешканцям. У травні 2016 року до Дня Києва стрит-артер розмалював також потяг метро, як це він зробив в Амстердамі, а після Києва у метрополітені Маямі.

### Міжнародний фестиваль «Art United Us»
2016 року Київ разом зі Львовом, Маріуполем, Одесою і Харковом приєднався до міжнародного проєкту урбаністичного мистецтва «Art United Us» («Мистецтво нас об'єднує»). Художники за допомогою монументального мистецтва мали привернути увагу до проблем зовнішньої агресії та інформаційного зомбування. У столицю прибули відомі у світі художники: BKFoxx із США («Підвестися з бруду»), Себас Веласко (вулиця Олеся Гончара, 36-А), Liqen з Іспанії (Братиславська вулиця, 12), Алекс Максіов з України («Свобода» на вулиці Івана Франка, 12), Ернесто Мараньє із США («Синій птах із квітів», на бульварі Лесі Українки, 5), RekaOne з Австралії (диптих «Мати і дочка» на проспекті Миколи Бажана), Mata Ruda із США («Берегиня»), Smates (Барт Смітс) із Бельгії (Два фламінго на бульварі Лесі Українки, 30/45), Xav (Хав'єр Робледо) з Іспанії («Просте щастя»). Мурали також створили Рікі Лі Гордон з ПАР («Кожна річка впадає в море» на вулиці Саксаганського, 61), Еммануель Джарус з Канади («Велосипедист» на вулиці В'ячеслава Липинського, 13), Рустам К'юбік (Рустам Салемгараєв, «Лабіринт» на Дмитрівській, 62/20), Джейк Айкман із ПАР («Чорне море» на Бульварно-Кудрявська вулиця, 35), Франко Фасолі з Аргентини («Культурне вторгнення» у Десятинному провулку, 7), Taras Arm (Тарас Довгалюк) з України («Політ птахів» або «Лебеді» у Георгіївському провулку, 9).

Фестиваль «Art United Us»
Тарас Арм. «Політ птахів»
Еммануель Джарус. «Велосипедист»
Джейк Айкман. «Чорне море»
Рікі Лі Гордон. «Кожна річка впадає в море»
Франко Фасолі. «Культурне вторгнення»

#### «Берегиня»

Mata Ruda. «Берегиня» у провулку Шевченка, 1

24 липня 2016 року завершили мурал «Берегиня» на тильному боці будинку у провулку Тараса Шевченка, 1, який фасадом обернений до Майдану Незалежності. Створив його художник Mata Ruda (Карл Міллер Еспіноза), який мешкає у США. З 2012 року митця запрошують окрім Сполучених Штатів, по всьому світу, зокрема до Пуерто-Рико, Мексики, України та в десятки інших місць. У своїх творах він концентрує увагу на соціальних проблемах, прагне розширити можливості для ігнорованих державою чи суспільством спільнот, ілюструє місцеві культури.
Київський мурал відбиває близьку художникові тему імміграції. Це — портрет жінки, яка змушена була тікати від війни в Закавказзі. Водночас це — образ Берегині, жіночий дух, який оберігає домашнє вогнище. Жінка загорнута у традиційну українську квітчасту хустку на тлі соняшників, одного із символів України.

#### «Підвестися з бруду»

BKFoxx. «Підвестися з бруду» (2017)

2017 року до Києва приїхала американська художниця з Нью-Йорка BKFoxx. Вона прагне створити якісні, потужні мурали, щоб спонукати глядача до роздумів. 22 листопада BKFoxx на будівлі колишнього Судового двору створила мурал «Підвестися з бруду». Художниця пояснила, що її твір про надію, а також про зусилля, працю і боротьбу, завдяки яким найкрасивіші і найдобріші речі можуть підвестися навіть у найскромніших місцях.
У листопаді 2017 року видання «Streetart.Today» включило мурал «Підвестися з бруду» до семи найкращих муралів місяця.

#### «Просте щастя»

Xav. «Просте щастя»

У серпні 2017 року на Ямській вулиці, 35/34 всесвітньо відомий іспанський художник і тату-майстер Xav (Хав'єр Робледо) створив величезний стінопис, розміром 70 на 15 метрів. На муралі «Просте щастя» він показав маленького темношкірого усміхненого хлопчика в майці. Стрит-арт художник своїм твором закликав радіти простим речам.
За словами кураторки проєкту Ірини Каніщевої, ніхто навіть не міг передбачити, що образ радісного малюка, якого застали у мить сміху від дитячих ігор чи жартів, може бути образливим і викликати негативну реакцію. Однак, коли мурал був ледь готовий наполовину, проти стрит-артера посипались скарги від невеликої групи місцевих мешканців. Як з'ясувалось пізніше, найактивнішим серед них був колишній заступник начальника поліції, який мешкає в тому районі. Він почав вимагати негайно припинити роботи. Невдоволені громадяни навіть переріза́ли троси люльки, в якій працював Хав'єр. Посадовець, який у скаргах використовував расистські висловлювання, обурювався тим, що йому краєвид затулить чорношкіра людина. Художнику довелося навіть призупинити роботу. Справа набула розголосу і потрапила на шпальти іноземної преси.
Однак попри критику, погрози, дощ і сильний вітер, Хав'єр за місяць, замість запланованих двох тижнів, все ж таки завершив свій мурал. За словами художника, більшості мешканцям, які спілкувались із ним, його твір сподобався. Кураторка Каніщева стверджує, що такі нетипові для українців артоб'єкти мають стати культурною ін'єкцією від дискримінаційних поглядів.

### Міжнародний фестиваль «Mural Social Club»

«Mural Social Club»
Гонсало Борондо. «Портали»
Millo. «Любов керує світом»
Олександр Корбан. «Пара у танці»

12 травня — 30 липня 2016 року в Україні пройшов міжнародний фестиваль сучасного мистецтва у громадському просторі «Mural Social Club». На нього запросили понад 30 українських та іноземних вуличних художників. Кураторами фестивалю стали Олег Соснов і Юлія Островська. Організатори заявили, що їхньою метою була популяризація урбаністичного мистецтва в Україні і підтримка децентралізації міської культури. Олег Соснов повідомив, що до участі у фестивалі запросили переважно концептуальних художників, чиї твори відомі у багатьох містах світу.
Автором першого муралу на будівлі Центру культури та мистецтв КПІ став відомий стрит-артер Li-Hill. Водночас, за загальним задумом, для переважної більшості муралів обрали будинки у спальних районах міста. На Лівобережжі розмістили мурали Родріго Бранко, Олександра Гребенюка, Сергія Радкевича, Андрія Калькова, Millo (Франческо Камілло Джорджі), Фікоса Антоніоса. Два мурали намалювали на проспекті Володимира Івасюка, що на Оболоні. Один — диптих із парою у танці українського художника Олександра Корбана — на стінах шістнадцятиповерхового будинку № 60, інший — «Портали» іспанця Гонсало Борондо — на будинку № 16-Д.
Не всі із запланованих стрит-арт художників приїхали до Києва. Натомість твори одного з них — американського мураліста Зіо Зіґлера — представили на виставці «Деформація».

#### «Зіткнення й відкриття»

Li-Hill. «Зіткнення й відкриття» (2016) на Берестейському проспекті, 37

Прикрасити фасад Центру культури й мистецтв Київського політехнічного інституту запропонували Аарону Лі-Гіллу (Li-Hill), нью-йоркському художнику канадського походження, випускнику Онтарійського коледжу мистецтва і дизайну, одного з провідних навчальних закладів Канади у царині мистецтва. Художник у своїх творах досліджує вплив індустріалізації, наукового прогресу, інформаційного простору на людину. У процесі роботи застосовує різні жанри і техніки, зокрема живопис, трафарети, елементи скульптури.

Роман Chzz. «Обмін». Електропідстанція на розі вулиць Жмеринської і Чижевського

Митець своїм твором відсилає до двох важливих відкриттів минулого. Одне з них — це відкриття 2012 року бозону Хіггса. Якраз зображені люди, які біжать назустріч один одному, символізують протони, які несуться у Великому адронному колайдері зі швидкістю світла, за мить до зіткнення.
З іншого боку, динамічний малюнок відтворює хронофотографію видатного французького винахідника Етьєна-Жуля Маре, різновид фотографії із серії знімків рухливих предметів. Цей винахід вплинув на розвиток кінематографу. А Маре і його сучасник Едвард Майбрідж стали прабатьками кінематографії.
За переконанням кураторки Юлії Островської, цей масштабний мурал — знаковий твір для столиці.
Навесні 2024 року Центр культури й мистецтв із муралом обрали як локацію для зйомок кліпу на пісню «A Fool’s Parade» гурту «Within Temptation» та Алекса Ярмака, яка зображує жорстоку реальність в Україні у воєнні часи. Отримані гонорари музиканти перерахували на благодійні ініциативі «Music Saves UA».

### Мурали Лівобережжя

Мурали на Харківському масиві
«Павич»
«Скарбниця»
«Нестабільність»
«Архангел Михаїл і дракон»
«Братерство»

Організатори кількох фестивалів вуличного мистецтва заявили про бажання перенести мурали у спальні райони. 2016 року в рамках проєкту «Art United Us» створили галерею стінописів у кварталі між станціями метро «Харківська» і «Вирлиця». Стіни багатоповерхових будинків на проспекті Миколи Бажана прикрасили мурали «Скарбниця» (№ 5) українського художника Олександра Брітцева, «Павич» (№ 5-Е) Ернесто Мараньє, «Нестабільність» (№ 7) грецького художника  INO, «Архангел Михаїл і дракон» (№ 9) американського художника Гая, «Мати і дочка» (№ 9-З) австралійського художника RekaOne. На Харківському шосе команда «Dourone» розписала мурал «Братерство» (№ 180/21), Паола Делфін — «Притулок» (№ 170), Олів'є Боннар — стінопис на будинку № 170.
Результатом діяльності артфестивалю «Mural Social Club» стали твори «Любов керує світом» Millo (Франческо Камілло Джорджі) на вулиці Архітектора Вербицького, 8, «Земля й небо» Фікоса Антоніоса на вулиці Анни Ахматової, 4, мурал Андрія Калькова на школі № 314, що на вулиці Княжий Затон, 7-А, а також три стинописи — мурал із хлопчиком Родріго Бранко, «Synergetic» Олександра Гребенюка і «Фрагменти надії» Сергія Радкевича — на Срібнокільській вулиці.
2018 року в рамках проєкту «More Than Us» («Більше, ніж ми») станцію метро «Осокорки» розписали вісім художників із різних країн — Apollo Tores із Бразилії «Універсальна мова», Matthew Dawn «Авдіївка» і Spear із Бельгії («Знання — це скарб»), Kraser з Іспанії «Батьківщина», Jasm One зі Швейцарії «United», Mata Ruda з Коста-Рики «Автономія», Олександр Брітцев з України «Самоткана», BKFoxx із США «Unfinished». Куратором проєкту був Гео Лерос.

Станція метро «Осокорки»
Spear. «Знання — це скарб»
Jasm.One. «United» («Богдан Ступка»)
Kraser. «Батьківщина»

Mata Ruda. «Автономія»
BKFoxx. «Unfinished»
Apollo Tores. «Універсальна мова»

## Соціальний артпроєкт «Back to school! Ukraine»
2017 року в рамках фестивалю «Mural Social Club» реалізували соціальний артпроєкт «Back to school! Ukraine».
Його кураторами виступили Жульєн Маллан й Олег Соснов. Основною метою проєкту було надати шкільним будівлям більшої важливості і значущості, а також спонукати дітей до творчості. У цей час з'явилися мурали «Уява» на будівлі школи № 274, «Діалог» JAZ'a (Франко Фасолі) на будівлі гімназії № 267, «Дорослішання» Марата Моріка на стіні сьомого корпусу КПІ.
Один із таких муралів — «Уява» на школі № 274, розташованій на Харківському масиві, — кияни побачили у липні, напередодні навчального року. Дівчинка, яка сидить на п'ятах, розглядає на стіні малюнок із рослиною. За нею зображено фантастичний ліс і яскраві птахи, які виникли в її уяві від споглядання. Дівчинку намалював француз Сет (Жульєн Маллан), а її фантазії — чилієць Моно Гонсалес. Ідея написання цього муралу у художників народилася спонтанно, за день до виїзду з Києва до локацій в інших містах.
25 червня 2017 року відбулось урочисте відкриття муралу «Ми в цьому разом» на фасадах дитячого садочку № 130, що на Білоруській вулиці, 15-А. Автор — Ігор Клон, художник з Ізраїля, який народився у Харкові. Сюжет малюнку заснований на українській народній казці про лисичку й півника. За словами стрит-артера, народні казки, які передаються з покоління в покоління, зазвичай вчать морально-етичним принципам і будуються навколо концепції повторення. Тому Клон вирішив створити нескінченну історію. Вона читається справа наліво, у напрямку, в якому рухаються лисиця й півник. Композиція складається з двох частин, розташованих на двох стінах. На правій бачимо червоного півника, який йде за лисичкою, яка — вже на лівій частині — йде за тим самим півником. І далі коло замикається.

Проєкт «Back to school»
Жульєн Маллан і Моно Гонсалес. «Уява» (2017)
О. Гребенюк. Мурал з евкаліптом «12 днів літа» (2021)
Клон. «Ми в цьому разом» (2017). Колаж із двох частин

Клон вважає лисицю певним оберегом. Він зізнався, що образ лисиці супроводжував його з дитинства. І художник лишився задоволений, що отримав чудову можливість повернути її туди, звідки вона прийшла.
Малюнок став можливим завдяки ініціативі Шевченківської райдержадміністрації та підтримці посольства Ізраїля в Україні.
3 липня 2021 року фасад школи № 266 на вулиці Архітектора Вербицького прикрасили стінописом «12 днів літа». Сюжет муралу присвячений Австралії. Художник Олександр Гребенюк зобразив особливий сорт евкаліпта, який росте лише в цій країні. Проєкт профінансувало посольство Австралії в Україні.

## Стінописи 2020—2021 років

Перехід на Деміївській площі

2020 року в Києві спостерігався спад зацікавленості муралами. Того року, на День Незалежності України, з'явився портрет Петра Франка на вулиці Авіаконструктора Антонова, 7. І ще кілька — на Деміївській площі. Там у травні архітектурна компанія «Project 7» за кошти корпорації «Roshen» розпочала ремонтувати два підземних переходи між автовокзалом, бібліотекою Вернадського і кондитерською фабрикою. До розпису стін переходу об'єднання «Урбан Клаб» залучило стрит-артерів Олександра Корбана, Андрія Калькова, Шума & Настю Ку (В'ячеслава Шума й Анастасію Меркулову), Романа Кулешова (Wius) і команду «Kickit». Мурали завершили у вересні.

Stay Che. На вулиці Героїв Дніпра

На початку вересня 2020 року на стіні електричного розподільчого пункту № 217 на вулиці Героїв Дніпра, 51 вуличний художник Stay Che намалював чоловіка в авіаокулярах і кепці з козирком назад. Пізніше, восени наступного року, автор презентував свій перший кольоровий мурал «Дівчина з кішкою» на вулиці Рональда Рейгана, 46, що на Троєщині.
8 лютого 2021 року в підземному переході на Європейській площі презентували артоб'єкт «Підземний безвихід» на підтримку кримських політв'язнів. Ініціаторами акції виступили організація «Крим SOS» і тбіліська платформа АРТІФ. Реалізувати проєкт взявся Давид Кухалашвілі, художник із Грузії, в якій частину територій також окупувала Росія.

Артоб'єкт «Підземний безвихід» на підтримку кримських політв'язнів

Художник стилізував перехід під в'язницю. Біля кожної намальованої двері міститься QR-код із посиланням на інформацію про 98 кримчан, репресованих російською окупаційною владою за громадянську позицію, релігійні або політичні погляди. Переслідування громадських активістів, незалежних журналістів, представників кримськотатарських національних та релігійних організацій, зокрема Меджлісу, «Таблігі Джемаат» і «Хізб ут-Тахрір» розпочалося одразу після окупації Криму Росією 2014 року.

Неліо. Мурал «2 104 121 458», КПІ

14 і 16 квітня 2021 року французький мураліст Неліо Ріґа (фр. Nelio Riga) створив абстрактні стінописи «2 104 121 458» і «2 104 141 700» відповідно на фасадах будівлі факультету інформатики й обчислювальної техніки КПІ (Політехнічна вулиця, 41) і ліцею № 157 (Оболонський проспект, 12-В). На створення муралів митця надихнули мікро- і макроскопічні пейзажі, цифрові та природні структури. За його словами, він прагнув абстрактними й мінімалістичними засобами зобразити взаємозв'язок природи, науки і техніки. Окрім того, у творі є посилання на архітектуру бруталізму й кольори навколишнього урбаністичного середовища. Проєкт реалізовано в рамках «Французької весни» за ініціативою Посольства Франції та Французького Інституту в Україні.
У серпні 2021 року за підтримки ЮНЕСКО, Вітару Італія і фонду FFUN SDG розпочали реалізовувати соціальний проєкт фотохудожниці Євгенії Фулен «Народжені з попелу» — серію муралів, присвячених домашньому насиллю. Перший мурал створили художниці Юлія Абрамова та Яна Власенко-Бернацька на фасаді багатоповерхового будинку на вулиці Княжий Затон, 21. У жовтні стінопис з'явився на фасаді будинку Святошинського управління освіти на вулиці Якуба Коласа, 6-А.
У грудні 2021 на фасаді будинку за вул. Маяковського, 2-А з'явився мурал «Отака х… малята», присвячений персонажу Петра Весклярова Дід Панас.

## Мурали часів повномасштабної війни

### 2022

Стінопис Олександра Корбана на Оболоні

Мурал із прапором. 5 квітня 2022 року Олександр Корбан, художник-мураліст, який 2014 року змушений був переїхати з Донецька до Києва, повідомив, що під час боїв за Ірпінь і Бучу створив на Оболоні мурал. За його словами, лише завдяки зусиллям українців ворог не зміг роздерти Україну. Художник-волонтер також закликав всіх небайдужих громадян долучитися до допомоги переселенцям, які внаслідок російського вторгнення залишилися без власної домівки.

«Свята Джавеліна»
Розпис муралу з німбом
Без німба після протесту ВРЦ

«Свята Джавеліна». 16 лютого 2022 року канадський маркетолог і колишній позаштатний журналіст BBC, CBC і Vice News в Україні Крістіан Борис, який має українсько-польське походження, започаткував благодійний проєкт «Saint Javelin», щоб зібрати кошти на підтримку українців у російсько-українській війні. Менше ніж за місяць йому вдалося зібрати один мільйон доларів. На його думку, цей успіх є результатом того величезного значення, яке протитанкова зброя, зокрема і протитанковий ракетний комплекс FGM-148 «Джавелін», відіграє в зусиллях України протистояти російському вторгненню. Логотипом його кампанії стало зображення Богородиці із «Джавеліном». В основу «Святої Джавеліни» лягла картина американського художника Кріса Шоу «Мадонна Калашникова» 2012 року. 2015 року Мадонна з АК-47 з'явилася на шевронах українських добровольців. 2018 року в соцмережах Діву Марію зобразили із «Джавеліном» замість автомата. Під час російського вторгнення у 2022 році ця версія стала гіпервірусною в Інтернеті й перетворилася на символ опору України проти Росії.
19—23 травня команда «Kailas-V» (Андрій Пальваль, Яна Волк, Роман Портола, Сергій Якименко) відтворила «Святу Джавеліну» на торцевому фасаді будинку на вулиці Авіаконструктора Антонова, 13, поруч із муралом «Петро Франко» (будинок № 7).

23 травня Всеукраїнська Рада Церков (ВРЦ) висловила протест щодо муралу, оскільки, на переконання її представників, такі публічні твори «використовують релігійні почуття та символи як об‘єкт пародії». Релігійні діячі звернулися до Президента України Володимира Зеленського та Київського міського голови Віталія Кличка із закликом дотримуватися норм законодавства України щодо шанобливого ставлення до релігійних переконань вірян. 26 травня митці зафарбували німб із тризубом, щоб не загострювати ситуацію.

Привид Києва

Стінописи C215. У травні 2022 року паризький вуличний художник С215 (Крістіан Ґуемі) розписав зруйновані будівлі в Бучі, Гостомелі, а також у Києві на проспекті Валерія Лобановського, 6-А і на терасі посольства Франції («Свобода, яка веде народ»). До цього, у березні 2022 року, одразу після російського вторгнення в Україну, він у Парижі створив мурал  з маленькою українкою. Згодом художник приїжджав до Львова, де також лишив свої стінописи.

Бенксі. Діти війни. Майдан Незалежності, 6 листопада 2022

Стінописи Бенксі. У листопаді 2022 року Україну імовірно відвідав відомий англійський андеґраундний художник Бенксі. Принаймні він підтвердив автентичність своїх творів у Києві, Бородянці, Гостомелі, Горенці та Ірпені, які найбільше постраждали від російських бомбардувань на початку російського вторгнення в Україну. У Києві художник залишив стінописи на розі Хрещатика, 9  й Алеї Героїв Небесної Сотні та на Великій Житомирській вулиці, 13.

Пес Патрон

Пес Патрон. Упродовж травня і червня у Полтаві, Запоріжжі, Рівному і Києві з'явилися мурали із чернігівським псом-винюхувачем вибухівки, джеком-расселом-тер'єром Патроном. За даними Державної служби України з надзвичайних ситуацій (ДСНС), до 8 травня він виявив близько 240 вибухових пристроїв, встановлених російськими військами. Патрон став талісманом ДСНС, улюбленим героєм дорослих і дітей, а також символом незламності України у російсько-українській війні.
6 червня стінопис із Патроном презентували у Києві, у парку «Відрадний». Художники Віталій Ґідеван (Gide1) й Олена Нойна (Noyna) на створення малюнку площею 30 м² використали 50 балонів фарби. Матеріали закупили коштом мецената.
Водночас деякі вуличні художники звертають увагу на те, що стінопис — лише просте перенесення зображення собаки на стіну без будь-яких сенсів.
Привид Києва. Команда благодійного фонду «Для моєї України» виступила з ідеєю створити мурал, присвячений легендарному Привиду Києва. Реалізувати її взявся мураліст Андрій Ковтун зі своєю творчою групою на Межигірській вулиці, 3/7. До цього художник створив кілька муралів у Києві, зокрема на вулиці Гетьмана Павла Полуботка, 28/12, а також розписав літак перед аеропортом «Київ» у Жулянах. В основу стінопису лягла фотографія пілота 40-ї бригади тактичної авіації в кабіні літака МіГ-29. Цей підрозділ з першого дня російського вторгнення боронив небо над столицею. По колу напис: «Привид Києва». Фарбу і весь необхідний матеріал безкоштовно надали представники фірм «Farba Service» і «Farbmann». Робота тривала з 19 серпня. Урочисте відкриття відбулося 27 серпня, у день авіації України.

Володимир Манжос працює над муралом «Час змін» на Нижньому Валу, 61

Час змін. У жовтні 2022 року, напередодні свята Покрови, Дня Українського козацтва та Дня захисників і захисниць України, на Нижньому Валу, 61, що на Подолі, підготували мурал, присвячений перемозі українців над ворогами. Мураліст, колишній учасник дуету «Інтересні Казки» Володимир Манжос (WaOne) намалював козака, який випер російського ведмедя з української землі. Мурал започаткував культурний проєкт «Ukraine The Best», в рамках якого українські муралісти мали розписати будинки європейський міст. Організатором заходу виступив благодійний фонд «Сучасна Україна». Партнери — Департамент суспільних комунікацій КМДА, Міністерство культури та інформаційної політики України, Міністерство закордонних справ України, Український культурний фонд та громадське об'єднання «Музей Авангарду». Офіційне відкриття, заплановане на 12 жовтня, після ракетного удару по Києву 10 жовтня з міркувань безпеки перенесли на 20 жовтня.
Фенікс. Однією з найперших житлових будівель, яка найбільше постраждала від ракетного обстрілу росіянами 15 березня 2022 року, був 16-типоверховий будинок на Чорнобильській вулиці, 9-А (Біличі). Зі 126 квартир 64 вигоріли повністю, а 62 частково. До кінця року будинок відновили, а на його стіні залишили мурал «Фенікс» як символ відродження. 1 грудня на сторінці Міністерства оборони України у Твіттері повідомили: «Мурал із зображенням фенікса тепер прикрашає відреставровану багатоповерхівку у Святошинському районі Києва. Будівля була зруйнована російською ракетою 15 березня… Відбудуємо всю Україну, будинок за будинком».
Ще 2016 року на Харківському шосе, 158 німецькі художники «Innerfields» створили стінопис «Зараз», а у грудні 2022 року за його мотивами намалювали мурал «Відсутній» на будинку в районі Веддінг у Берліні. За словами авторів, роботу присвятили людям, які не обирали війну, але втратили на ній своїх коханих.

### 2023

Підтримка (присвячений українським волонтерам)

2023 року київські стіни розписали кількома муралами.
- Freedom (розпочато 26 березня) німецького вуличного художника Боббі Серрано, який у лютому-березні 2023 року, з нагоди річниці російського вторгнення, виставив на продаж свої принти і перерахував отримані гроші на потреби українських біженців. Один з ескізів з написом «freedom» і «peace» у синьо-жовтих барвах митець перетворив на мурал, реалізований на стіні школи № 269, що на проспекті Академіка Глушкова, 17А[181].
- «Слава Україні. Героям Слава» (29 квітня) — мурал на одній з адміністративних будівель парламенту (Банкова, 6), який С215 (Крістіана Ґуемі) присвятив Олександрові Мацієвському, розстріляному росіянами за слова: «Слава Україні!». Французький художник стінописом вшанував пам'ять усіх героїв, загиблих у російсько-українській війні[182][183] 24 серпня 2023 року Президент  Володимир Зеленський виступив з привітанням з нагоди Дня Незалежності України на тлі цього муралу: «Усі важливі — і люди, і дії, і слова. Бо ми всі зробили так, що коли один говорить: „Слава Україні!“, весь світ відповідає: „Героям слава!“»[184].
- Запорізький месник (6 червня), присвячений наймолодшому Герою України, художників Noyna (Олени Нойни) і Gide1 (Віталія Гідевана) на Ярославській, 17[185].
- Підтримка (9 червня), присвячений українським волонтерам, на Ярославській, 31[186], за мотивами канадського художника Еріка Павзи[187]. Реалізував художник Андрій Ковтун.
- Перший код (17 червня), присвячений українським айтівцям, художників Андрія Ковтуна та Антона Кондрашова на проспекті Науки, 10[188].

Жюльєн Маллан (Seth). «Вперед, Україно»

- Герой Макс Регбіст на Троєщині (липень), присвячений українському захисникові Максиму Яловцову (Максу Регбісту), призеру чемпіонатів Європи з єдиноборств, одному із лідерів фанатського сектора «Динамо», який загинув на фронті у жовтні 2022 року. Однак під час створення муралу стався прикрий випадок. Злодій намагався украсти трос, необхідний для кріплення обладнання[189].
- Вперед, Україно[190], або Україна в дії (L'Ukraine en marche)[191], на стіні гуртожитку № 15 КПІ, на вулиці Михайла Брайчевського, 5, з'явився у серпні. Мураліст Seth (Жульєн Маллан), автор кількох муралів у Києві, Попасній та інших містах, відтворив біля намальованого вже герба України свій мурал, написаний ним на вулиці Буо[fr] у Парижі ще у травні 2022 року[192].

### 2024
- Мудрий панує над зірками на Нижньому Валу, 61, присвячений Головному управлінню розвідки Міністерства оборони України (ГУР). Про початок роботи оголосили 5 вересня 2024 року. Мураліст Waone (Володимир Манжос) запросив охочих «зробити кілька мазків пензлем» за донат на потреби Сил оборони України — купівлю надводного дрона «Маґура»[193][194][195]. Ініціатором муралу виступив благодійний фонд «Сучасна Україна» за підтримки ГУР. В основу назви стінопису лягло відповідне гасло українських розвідників. Відкриття відбулося 19 вересня[196].
- Обрій (до 12 жовтня) на Введенській вулиці, 6, авторства сестер Мішель та Ніколь Фельдман. Зображений на муралі військовий із котом і канарейкою у ромашковому полі – очільник ГУР Кирило Буданов. У горі — сова над зірками, емблема ГУР. Художниці під час відкриття повідомили, що це – образ героя, який несе велику відповідальність в особливо важкий час[197]. Загалом стінопис присвячений живим і полеглим розвідникам. Обірвані пелюстки на ромашках символізують втрати війська. Водночас, за словами художниць, поле лишається «живим і життєдайним»[198].

Однак уже 17 жовтня Департамент охорони культурної спадщини КМДА заявив, що стінопис на будинку, яка є памʼяткою архітектури місцевого значення, нанесено самовільно. Тому видали припис про приведення бічного фасаду до належного стану.

## Комерційні мурали
Із зростанням популярності муралів на цей вид мистецтва звернули увагу рекламодавці. Відтак на київських будинках з'явились комерційні мурали. Стінопис на Великій Житомирській, 38, рекламував броварню, на Великій Васильківській, 39, — київський банк. Ще один рекламний мурал розмістили на вулиці Січових Стрільців, 75.
До створення комерційних муралів залучали як українських, так й іноземних художників. Наприклад, 20 жовтня 2018 року на будівлі шоколадної фабрики «Roshen» завершили стінопис із «корпоративним графіті» — стилізованим написом бренду, в якому поєднали нью-йоркський «стайл-райтер» і зображення продукції корпорації. Мурал створила американська вулична художниця з Нью-Йорка Леді Пінк (Сандра Фабара). Свого часу вона була найпершою жінкою, яка у 1980—1985 роках розмальовувала Нью-Йоркський метрополітен.

## Умови праці художників

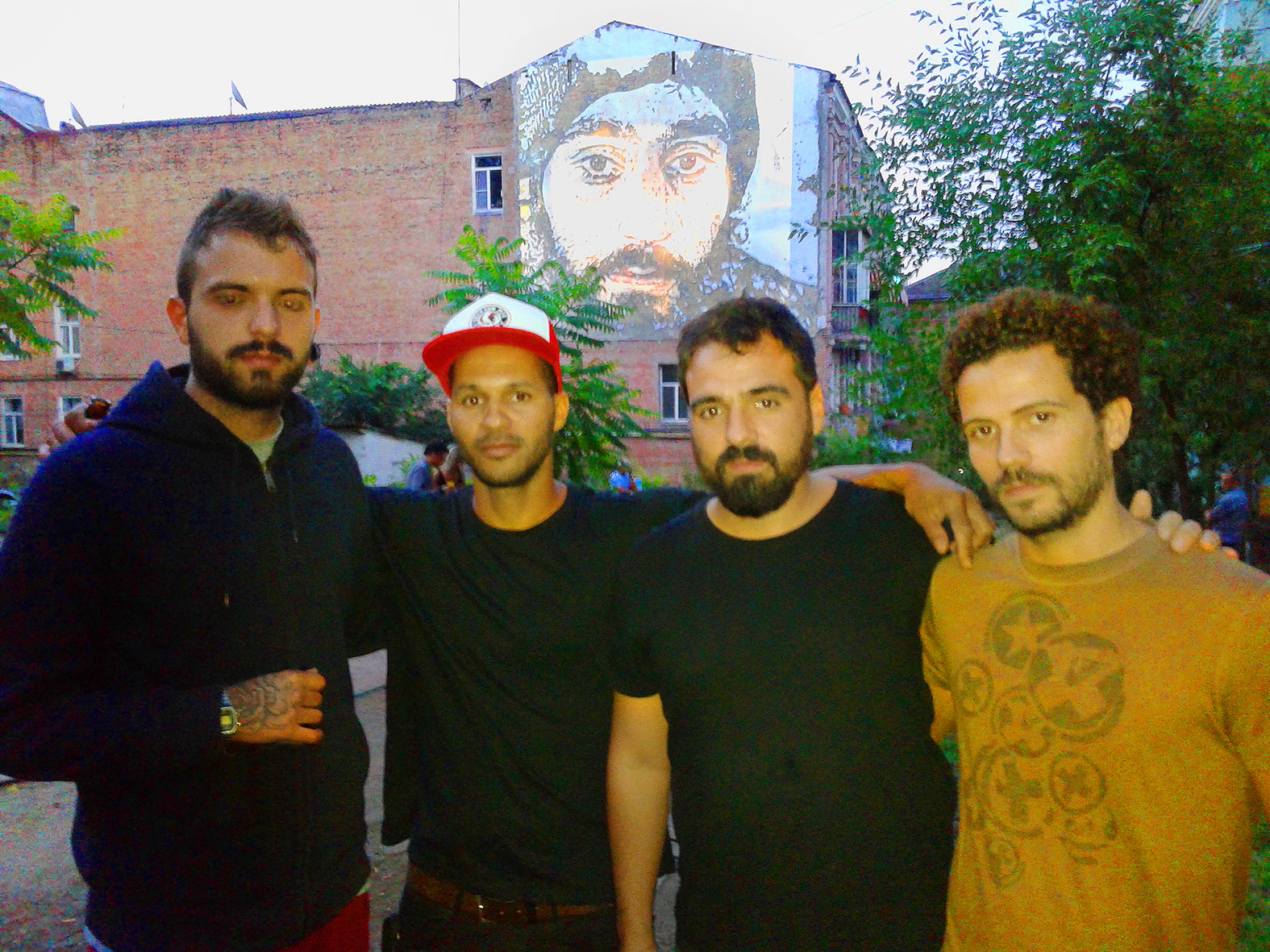
Автор муралу у сквері Небесної Сотні Алешандре Фарту (другий справа) зі своєю командою в Києві

Більшість стрит-артерів працювали без гонорару. Усі витрати на авіапереліт, помешкання, харчування, транспорт, фарби тощо покривали організатори. Так само вони займались підготовчими роботами. Однак повністю перешкод не вдалось уникнути. Справжнім випробуванням для іноземних художників із теплих країн стала українська погода. Іспанський художник Kenor працював над композицією на Берестейському проспекті, 114/2, в умовах негоди і задимленості від пожеж на торф'яниках під Києвом. Дощ і сніг були викликом для бразильського художника Нунка, який звик до теплих погодних умов.
У цілому муралісти розповідали про гостинність киян. Олександр Гребенюк зізнався, що, коли працював над муралом «Selfmademan», отримав цікавий досвід спілкування з місцевими мешканцями, які постійно частували його кавою і намагалися навіть нагодувати. Американку BKFoxx під час роботи перехожі ледь не щодня пригощали чаєм, кавою, пирогами, шоколадками. В одному з інтерв'ю художниця на запитання, де у світі вона б хотіла малювати, відповіла: «Я б дуже хотіла повернутися до Києва. Я відчула там любов».
Водночас були й інші приклади. Коли стрит-артер Нунка розписував мурал на Спаській, 6-А, невдоволені його творчістю кияни намагались завадити йому і навіть викликали поліцію. На їхню думку, не припустимо псувати пам'ятку архітектури сучасними малюнками. У серпні 2017 року під час розпису на Ямській вулиці, 35/34 іспанський художник Xav (Хав'єр Робледо) зазнав шаленої критики від невеликої групи киян, які не хотіли бачити на своєму будинку зображення «негра».
До 2014 року, за свідченнями художників, їм доводилося долати такі перешкоди, як бюрократія, корупція та інші проблеми. За надання дозволів від Київблагоустрою та інших інстанцій вимагали хабарі у розмірі половини бюджету проєкту. Або, у кращому випадку, вимагали брати участь у запланованих владою заходах. Так, радник міського голови Леоніда Черновецького наполегливо рекомендував дуету «Інтересні казки» підготувати спільний проєкт із муніципальною галереєю «Лавра», де працювала його сестра.

Підписи художників на стінах
Володимир Манжос
Паола Делфін
Сет (Жульєн Маллан)
Мата Руда
Кенор Мартінез Ванберген

Ана Марієтта
Іно
3ttman
Алекс Максіов
Ернесто Мараньє
Хав'єр Робледо

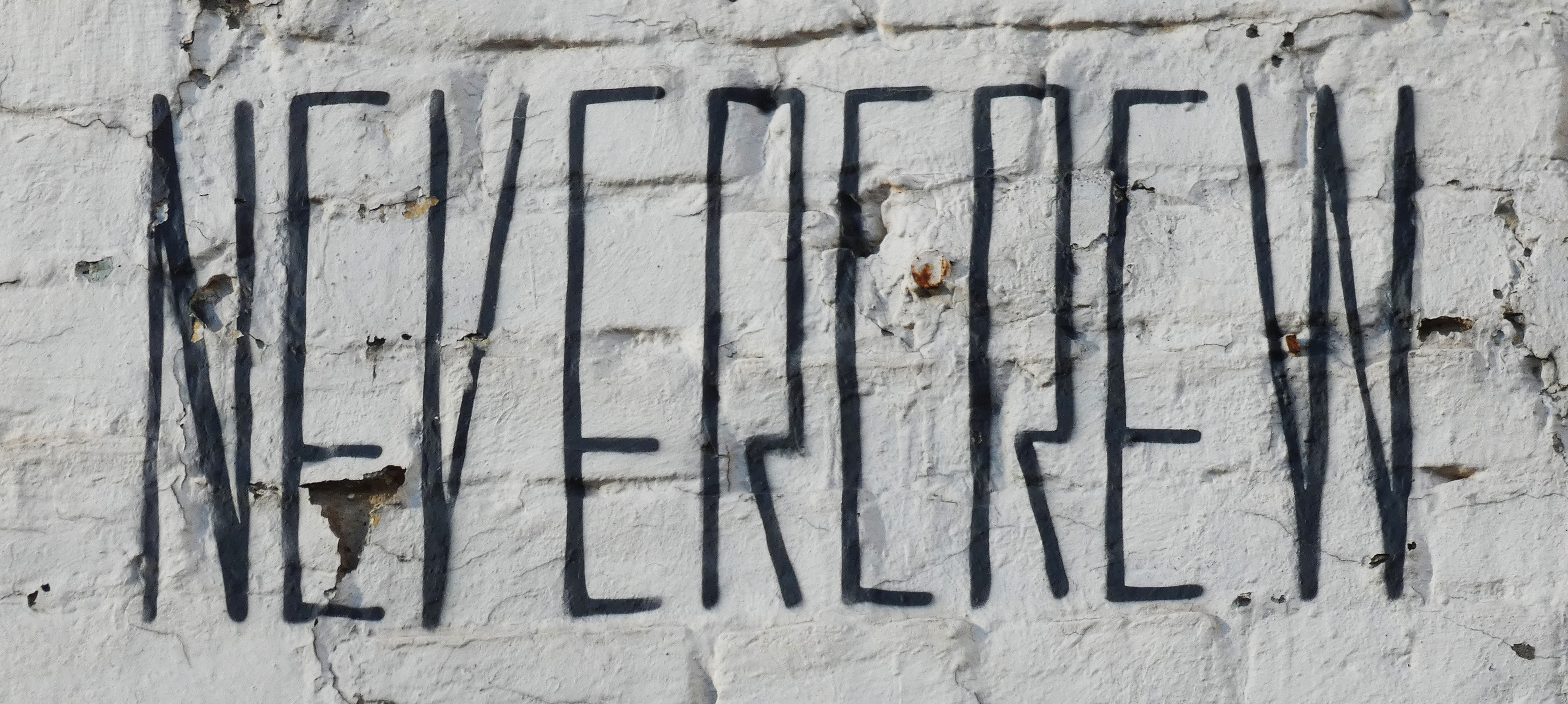
Команда «NeverCrew»
Команда «Dourone»
Ґая
M-city
Гвідо ван Гелтен

Пантоніо
Корбан і Wius
Гідеван і Нойна
Роман Chzz

## Критика, псування і знищення муралів

«Старе місто» проіснувало до 2014

За час «буму муралів» у Києві зникло вже кілька стинописів. Переважна більшість із них — реклами. Натомість на їхньому місці з'явились, наприклад, портрет Михайла Грушевського на вулиці Січових Стрільців, 75, мурал «Contra spem spero!» на Великій Васильківській, 39.
Найбільше громадськість обурилась втратою 3D-стінопису «Старе місто» на Великій Житомирській, 38. Його створила команда «Spray Way» на замовлення компанії «Перша приватна броварня». Коли ж термін контракту на розміщення реклами сплив, все зображення мали зафарбувати, щоправда, стерли лише назву фірми. Після цього, за словами художника Ярослава Єфремова, майже ніхто навіть не здогадувався, що на муралі рекламується пиво. 2014 року за розпорядженням Шевченківської райадміністрації рекламу затинькували, а замість неї Аек з «Інтересних казок» створив мурал «Святий Юрій».
Твір француза Ремеда «Жінка на човні» на Золотоустівській, 20 фактично втрачений для глядачів, оскільки впритул до будинку з муралом звели бізнес-центр.

Цей фрагмент муралу в переході на Деміївській площі зіпсував вандал

Псують також з політичних мотивів. 15 жовтня 2017 року напередодні відкриття муралу із зображенням папи Римського Івана Павла II на вулиці його імені на картину нанесли антипольські надписи. За місяць після відкриття вандали намагались пошкодити мурал «Симон Петлюра», обстрілявши його з пейнтбольного маркера зеленими кульками.
16 грудня 2020 року вандал зіпсував чорною фарбою частину стінопису в підземному переході на Деміївській площі, відремонтованому за кошти корпорації «Roshen» і розписаному художниками Олександром Корбаном, В'ячеславом Шумом та іншими.

«Шрам» від утеплення стіни на Булаховського, 40

Мешканці часто не зважають на мурали і чіпляють на них кондиціонери, як на Синьоозерній, 2-А, Берестейському проспекті, 114/2, або утеплюють стіни, як на вулиці Академіка Булаховського, 40.
З 2015 року все голосніше лунали голоси проти заповнення міського простору муралами у цілому. Загострились відносини і між організаторами артпроєктів вуличного мистецтва. Художник Lodek (Володимир Воротньов), який сам був куратором фестивалю «Muralissimo», згодом негативно поставився до санкціонованих міською владою стінописів, оскільки вони, на його думку, «не мають жодного стосунку до графіті-культури». Ця спільнота, зокрема, не сприйняла позитивно мурал «Відродження» на Андріївському узвозі. Згодом і сам куратор Олег Соснов визнав, що стінопис вийшов занадто декоративним. Інші вважають, що у середмісті Києва не зовсім доречний, наприклад, стиль «Інтересних Казок».

Пасажир не розібрався і поскаржився на вандалізм. Насправді Мет'ю Дон зобразив чорно-біле фото постраждалої від обстрілу Авдіївки. Його ніби обвела фломастером дитина — символ майбутнього покоління, якому доведеться долати наслідки війни

Противникам замовних стінописів зіграв на руку скандал із муралами на «Осокорках». На реалізацію цього проєкту витратили 3,65 мільйона гривень. Однак, за повідомленням журналістки «СТБ», художникам так і не заплатили гонорар в 1,7 мільйона гривень. Фактично пролунало звинувачення у розкраданні бюджетних коштів. Організатор проєкту Гео Лерос, хоча формально і не мав відношення до фінансування, надав кошторис із зазначенням витрат. Проте багатьох така відповідь не задовольнила. Один із київських графіті-райтерів стверджував, що вся історія з тим проєктом «не про мистецтво», а про одну випадкову особу, яка використала кількох відомих художників, щоб на них заробити і прославитись. А мураліст Олександр Гребенюк, який брав участь у проєктах Лероса, заявив, що «дедалі менше людей хочуть з ним працювати». У березні 2020 року, після конфлікту з главою Офісу Президента Андрієм Єрмаком, Гео Леросу згадали справу з муралами і відкрили кримінальне провадження за частиною 4 статті 190 Кримінального кодексу України (шахрайство, вчинене у великих розмірах, або шляхом незаконних операцій).
Менше ніж за рік змінилося ставлення киян до стінописів Соні Морозюк. Якщо навесні 2023 року її мурал «Що крутіше, ніж сім'я у 44 млн?» на Мечникова лише розкритикували за несмак, то на початку 2024 року його частково зіпсували, а іншій так і зовсім знищили. Резонанс у суспільстві викликав корупційний скандал, пов'язаний із нареченим художниці — бізнесменом Романом Гринкевичем. Державне бюро розслідувань оголосило йому та його батькові Ігорю Гринкевичу про підозру в шахрайстві та заволодінні під час війни коштів Міністерства оборони України на суму у понад один мільярд доларів. Коли стало відомо, що молодший Гринкевич частину майна оформив на Соню Морозюк, 13 січня на її творах з'явилися надписи: «Корупція = поразка» і «Поверни вкрадене». А за тиждень стінопис на Андріївському узвозі, 7 повністю замалювали сірою фарбою.
2020 року критики констатували, що зацікавленість муралами з боку міської влади майже зникла. За словами Євгенії Моляр, дослідниці й захисниці радянського монументального мистецтва, ці стінописи поступово тьмяніють й облущуються, а отже, після того, як їх зафарбують комунальники, на свіжу фарбу нанесуть теґи.
Водночас вуличні художники не дуже переймаються зникненням їхніх муралів. Так, американській художниці BKFoxx подобається думка, що мистецтво має існувати тимчасово, допоки воно актуальне.

### Безконтрольне створення стінописів, заснованих на ідеологічній спекуляції

«Дівчину у червоному» канадського художника Еммануеля Джаруса намагалися замінити на приховану рекламу горілки

2023 року, у розпал війни, частина мистецтвознавців, архітекторів та інших фахівців звернули увагу на негативну тенденцію «муралізації» міста, під якою громадськість розуміє безконтрольне нанесення малюнків на стіни будівель людьми без відповідного фаху, освіти та художнього смаку. На їхню думку, «побутове заробітчанство», засноване на ідеологічній спекуляції, спотворює міське середовище. Найбільшого розголосу набуло рішення створити мурал на корпусі № 9 КПІ, який є архітектурним ансамблем у стилі модернізму. Кияни не сприйняли малюнок за мотивами роману Віктора Гюго «Собор Паризької Богоматері» на стіні пам'ятки архітектури 1903 року, на вулиці Січових Стрільців, 31 — його почала наносити у вересні 2023 року художниця Євгенія Фуллен, за її словами, на знак подяки Франції за допомогу Україні під час війни.
Обурення викликало бажання алкогольного холдингу «Bayadera Group» замінити мурал «Дівчина у червоному» (2017) канадського художника Еммануеля Джаруса на вулиці Липківського, 8 на нативну рекламу горілки під виглядом патріотичного сюжету. Також неоднозначно сприйняли стінописи Даші Суворової на Рейтарській, присвячений Бахмуту, «Пес Патрон» Віталія Ґідевана (Gide1) й Олени Нойни (Noyna) та інші.
Фахівці й урбаністи мають зауваження навіть до соціальної тематики. На перший погляд, мурал «Зоозахисниця з Ірпеня» на Золотоустівській вулиці (27 липня) присвятили Анастасії Тихій, яка під час битви за Ірпінь разом зі своїм чоловіком і небайдужими людьми рятувала під обстрілами собак з інвалідністю. В основі муралу — відома фотографія Кристофера Оккіконе, надрукована у «The Wall Street Journal». 10 березня 2022 року фотограф в Інстаграмі написав, що в Ірпені він побачив «увесь спектр людського досвіду. З 5 березня тут точилися запеклі бої. Я чув десяток повідомлень з перших вуст про безладну стрільбу російських танків по житлових будинках, навіть після того, як вони казали, що в їхніх будинках немає військових цілей». Кристофер своїми роботами хотів показати цю атмосферу страху. Й однією з найемоційніших стала фотографія ірпінської зоозахисниці. Однак депутатка Київради Євгенія Кулеба стверджує, що мурал за мотивами цієї фотографії насправді прихована реклама фірми-постачальника зоотоварів.
Хоча художники отримали дозволи від районних адміністрацій та Департаменту архітектури й містобудування КМДА фахівці домоглися припинення робіт на стінах історичних будівель. Восени 2023 року вони підготували петицію з вимогою законодавчо унормувати правила створення муралів у столиці. Міська влада підтримала ці вимоги і запровадила тимчасову заборону на нові стінописи.
Як й очікувалося, мораторій без дієвих санкцій не зупинив стихійне нанесення стінописів. Так, Фуллен вирішила убезпечитися від критики, якої зазнала раніше, патріотичними творами й оголосила про наміри створити нові мурали. Її команда ще напередодні війни звернулася до керівництва Святошинського дитячого будинку-інтернату з пропозицією створити на огорожах і будівлях на вулиці Михайла Котельнікова, 51, серію «Казка поза часом». Однак під час війни замість казкового сюжету Георгій Козлов, Євгеній Кучер та Євгенія Фуллен без дозволу міської влади розписали мурал «Валерій Залужний» на фасаді, який виходить у бік жіночого психоневрологічного диспансеру. У березні 2025 року голова комісії Київради з питань культури, туризму та інформаційної політики Вікторія Муха заявила, що мурал замалювали. Чутливим залишається питання увічнення пам'яті полеглих захисників України. Хоча Київрада ухвалила рішення із рекомендаціями щодо меморіалізації героїв, художники створюють мурали з порушенням процедури. За час війни з’явилося 19 таких стінописів.